# Johannes Matthäus Pörtner
Johannes Matthäus Pörtner, auch Pater Innocentius (* 21. September 1747 in Oberelsbach, Landkreis Rhön-Grabfeld; † 8. Februar 1790 in Mainz) war ein deutscher Augustiner-Pater und Sänger.

## Leben
Pörtner wirkte zuletzt im Augustiner-Kloster zu Mainz und galt als ein bedeutender Sänger, dessen „schöne Stimme“ noch nach seinem Tod in Nachrufen besonders erwähnt wurde.